# 瓦克尔法
瓦克尔法（Wacker process），又称赫希斯特-瓦克尔法，最早是指乙烯在含有四氯钯酸盐催化剂的水中，被空气中的氧气氧化为乙醛的反应。
这是第一个工业化的有机金属（有机钯）反应，亦是均相催化和配位催化中很重要的一个反应，在1960年代后发展很快，在石油化工发达的国家已大幅取代了乙炔水合法，用于从烯烃制取醛、酮类。反应中的钯配合物与烯烃配合物蔡氏盐类似，不过后者是一个异相催化剂。
此反应形式上与氢甲酰化反应类似，都是工业上用于醛类的反应。但两者不同的是，氢甲酰化所用的是铑基催化剂，而且氢甲酰化是一个增碳过程。

## 反应机理
反应机理见图。
这一反应很容易发生，将乙烯和空气通入含有铜盐的氯化钯(Ⅱ)-盐酸水中，乙烯几乎全部转化为乙醛。而氯化钯则被还原为钯，在氯化铜的作用下得到再生。氯化铜被还原生成的氯化亚铜又可被空气、纯氧或其他氧化剂再氧化为二价铜。这一过程形式上可以表示为：
{\displaystyle \mathrm {[PdCl_{4}]^{2-}+C_{2}H_{4}+H_{2}O\rightarrow CH_{3}CHO+Pd+2HCl+2Cl^{-}} }
{\displaystyle \mathrm {Pd+2CuCl_{2}+2Cl^{-}\rightarrow [PdCl_{4}]^{2-}+2CuCl} }
{\displaystyle \mathrm {2CuCl+1/2O_{2}+2HCl\rightarrow 2CuCl_{2}+H_{2}O} }

## 瓦克尔-辻氧化反应
为氧化更复杂的底物，辻二郎发展了混合溶剂体系（DMF/H2O），又称为“瓦克尔-辻氧化反应”。最常用的烯烃底物是末烯，反应遵循马氏规则，得甲基酮。1,2-二取代烯烃也可反应，但区域选择性难以控制。1,1-二取代烯烃的氧化产率低。1,3-丁二烯氧化得α,β-不饱和醛。环烯烃氧化得环酮。
例如，1-癸烯在氯化钯和氯化铜存在下，在二甲基甲酰胺／水溶剂中，可被空气氧化成为2-癸酮。